# Alejandro Chabán
Alejandro Chabán (né Alejandro José Chabán Rodríguez le 20 août 1981 à Maturín, Monagas,  Venezuela) est un acteur vénézuélien.

## Carrière
Alejandro Chabán tient des rôles aussi bien en anglais qu'en espagnol, aussi bien crédités comme The Notorious Bettie Page qu'en tant qu'apparitions spéciales dans Monk et The Mentalist. Il apparaît aussi pour Telemundo dans des séries comme Prisionera, Decisiones et dans la telenovela El rostro de Analía aux côtés de Elizabeth Gutiérrez, Martín Karpan, Maritza Rodríguez et Gabriel Porras. 
Il est le présenteur et producteur exécutif de son propre reality show sur Internet intitulé Yes You Can with Chabán (Oui vous le pouvez Chabán) disponible sur le canal de YouTube NuevOn. Il présente aussi la rubrique hebdomadaire Sí Se Puede dans l'émission télévisée Despierta América diffusée sur la chaîne Univisión. 
En 2012, il crée Chabán Wellness et lance son site web yesyoucandietplan.com, pour proposer des produits nutritionnels, des conseils pour perdre du poids.

## Filmographie

### Telenovelas
- 2001 : Viva la Pepa : Robe
- 2001-2002 : A calzón quitao : Amílcar José Almeida
- 2003 : Engañada : Daniel Viloria Ruiz Montero
- 2004 : Prisionera : Ronaldo "Rony" Simancas
- 2005 : La ley del silencio : Tomás
- 2006-2007 : Decisiones : Gerardo/Luis
- 2008-2009 : El rostro de Analía : Miguel Andrade Palacios
- 2010-2011 : Eva Luna : Tony Santana

### Séries télévisées
- 2006 : Monk : Pablo Ortiz
- 2008 : 12 Miles of Bad Road : Julio Vera
- 2009 : Amores de luna 2: Nuevos caminos : Carlos Cuevas
- 2009 : The Mentalist : Snake Gallidos (saison 2, épisode 10)

### Films
- 2004 : Amor en concreto : Tony, le garçon
- 2005 : Bettie Page: la chica de las revistas : Armand
- 2008 : Reservations : Tito
- 2009 : The Perfect Game : Javier

### Jeux vidéo
- 2011 : L.A. Noire : Gabriel Del Gado (voix)

## Nominations et récompenses

### People en Español
| Année | Catégorie                  | Telenovela | Résultat |
| ----- | -------------------------- | ---------- | -------- |
| 2011  | Meilleur acteur secondaire | Eva Luna   | Nommé    |